# Ehemalige Synagoge Bad Laasphe

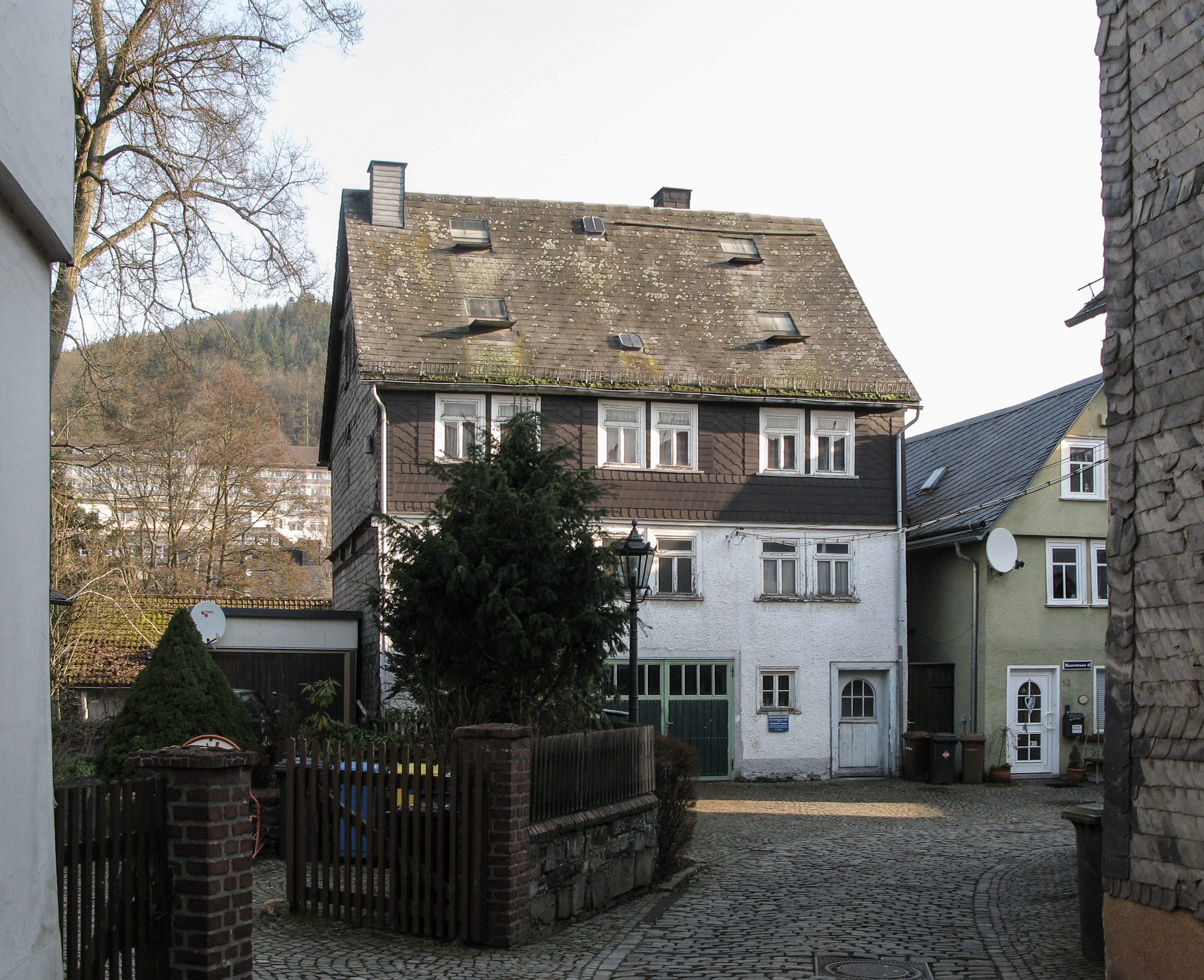
Ansicht der ehemaligen Synagoge nach dem Umbau zur Werkstatt (Foto 2006)

Die Ehemalige Synagoge in der historischen Altstadt von Bad Laasphe ist eine 1764 in einer ehemaligen Scheune eingerichtete Synagoge, die bis zur Schändung in der Pogromnacht 1938 von der jüdischen Gemeinde von Laasphe genutzt wurde. Danach wurde das Gebäude zur Werkstatt umgebaut. 2019 wurde das Gebäude von einem Förderverein erworben, der beabsichtigt, es zu einer Gedenkstätte, Begegnungsraum und Museum zu entwickeln. Das Gebäude wurde unter Denkmalschutz gestellt. Es handelt sich um ein dreigeschossiges traufständiges Fachwerkgebäude in der Mauerstraße 44 in der Nähe der ehemaligen Stadtmauer.

## Lage
Das Gebäude steht mit der Langseite parallel zur ehemaligen nördlichen Stadtmauer von Bad Laasphe, die im 19. Jahrhundert abgetragen wurde. Zugänglich ist es von der Mauerstraße aus, die vermutlich erst nachträglich parallel zur Hauptverkehrsachse der mittelalterlichen Stadt Laasphe, der heutigen Königstraße, angelegt wurde. Es trägt heute die Hausnummer 44. Im 16. Jahrhundert gehörte das heutige Grundstück und der vermutliche Vorgängerbau zum Anwesen eines Bürgerhauses, dass sich etwas nach Westen versetzt im Süden in paralleler Ausrichtung erstreckte und im 19. Jahrhundert bis auf den Rest eines steinernen Erdgeschossraums abgerissen wurde. Auf dem Wittgensteiner Forstatlas im Entwurfsstadium von 1739 ist bereits an der Stelle der späteren Synagoge ein Gebäude mit ähnlicher Ausdehnung zu sehen.

## Besitzergeschichte

Fachwerkwand von 1756 der ehemaligen Scheune des Wilhelm Friedrich Zode

Da das heutige Grundstück einen Rest eines größeren Anwesens darstellt, auf dessen vorderem Teil heute das Haus Königstraße 48 steht, ist die älteste bekannte Besitzgeschichte in diesem Zusammenhang zu finden.
Die in dem heute verschwundenen Haus geborene Förstersstochter Leisgen Vomhof heiratete 1676 den gräflichen Förster Johannes Zode, der 1643 in Ferndorf geboren war und auf dem Erbgang den Hof übernahm. Das Paar hatte sechs Kinder, darunter den 1684 geborenen Wilhelm Friedrich Zode, der sowohl das Försteramt als auch den Hof übernahm. Er heiratete Maria Elisabeth Vomhof. Um 1700 haben sich die Zodes entschieden, auf dem straßenseitigen Grundstücksteil ein großes dreigeschossiges Haus in traufständiger Bauweise errichten zu lassen und den zugehörigen Grund abzugeben.
Wilhelm Friedrich erbaute nach dem dendrochronologischen Gutachten 1756 die noch heute stehende dreigeschossige Scheune auf dem Restgrundstück hinter seinem Wohnhaus. Auf dem Wittgensteiner Forstatlas im Entwurfsstadium von 1739 ist bereits an der Stelle der späteren Synagoge ein Gebäude mit ähnlicher Ausdehnung zu sehen, sodass der Neubau wahrscheinlich den Ersatz eines Vorgängerbaus darstellte. Zode starb 1759, seine Frau 1761.
Der Hof mit der neuerbauten Scheune ging an den Sohn des Ehepaares, den 1712 geborenen Johannes Zode, der ebenfalls als gräflicher Förster amtierte. Johannes hatte 1747 Katharina Müller und in zweiter 1763 Ehe Dorothea Johannetta Hoffmann geheiratet. Aus der ersten Ehe stammte die Tochter Maria Elisabeth, die 1770 Johann Hirt heiratete. Der Förster Johannes Zode scheint trotz substanziellen Besitz an landwirtschaftlichen Flächen in wirtschaftliche Schwierigkeiten geraten zu sein. 1764 wird er als ehemaliger Förster bezeichnet, hatte also sein Amt verloren. 1764 verkaufte er seine vom Vater erbaute Scheune hinter dem Wohnhaus an die jüdische Gemeinde von Laasphe. Er selbst lebte 1778 als Mieter in seinem ehemaligen Wohnhaus und musste am Ende seines Lebens in das städtische Armenhaus einziehen, wo er 1781 starb. Sein Wohnhaus war vor 1778 an den Schwiegersohn Johann Heinrich Hirt übergegangen. Das Wohnhaus wurde im 19. Jahrhundert bis auf einen noch heute sichtbaren Rest an der westlichen Stadtmauer abgerissen und dieser Grundstücksteil mit dem Anwesen Königstraße 48 (ehemalige Hofapotheke) vereinigt.
Die jüdische Gemeinde legte in der Folge den Hauptteil der beiden unteren Scheunengeschosse zu einem hohen Betsaal zusammen, während im zweiten Obergeschoss eine Wohnung eingerichtet wurde. Ob der Betsaal von Anfang an zweigeschossig war, muss noch geklärt werden.
In dem Gebäude fanden auch die religiöse Unterweisung und die schulische Ausbildung statt. 1871 wurden auf beiden Längsseiten zur Belichtung des Betsaals und als Würdeform rundbogige Fenster eingebaut, die heute nur noch in Resten ablesbar sind. Auf der Vorderseite ergab dies drei Fensterpaare, die auf alten Fotografien vor 1938 sichtbar sind. Das Obergeschoss diente weiterhin als Wohnung für den jüdischen Lehrer. Von 1920 bis 1940 wohnte hier der jüdische Lehrer Mansbach.
In der Pogromnacht vom 9./10. November 1938 wurde die Inneneinrichtung der Synagoge zerstört und zusammen mit den Thorarollen vor dem Gebäude verbrannt. Die Synagoge selbst wurde allein wegen der Gefahr für die benachbarten Wohnhäuser nicht in Brand gesteckt. Nach der Pogromnacht wurde sie verkauft und das Gebäude als Schlosserei genutzt.
2019 hat der Bad Laaspher Freundeskreis für christlich-jüdische Zusammenarbeit e.V. das Gebäude der ehemaligen Synagoge erworben mit dem Ziel, es zu sanieren und in der Zukunft der Öffentlichkeit zugänglich zu machen.